# Mylonchulus longus
Mylonchulus longus är en rundmaskart. Mylonchulus longus ingår i släktet Mylonchulus, och familjen Mylonchulidae. Arten är reproducerande i Sverige.